# عبور از دریای سرخ (کلیسای سیستین)
عبور از دریای سرخ فرسکویی است که در سال‌های ۱۴۸۱–۱۴۸۲ کشیده شده و در کلیسای سیستین، واتیکان قرار دارد. نقاش اصلی اثر مشخص نیست اما اثر را به کوزیمو روسلی نسبت می‌دهند. این نقاشی عبور بنی‌اسرائیل از دریای سرخ را از فصل ۱۴ سفر خروج به تصویر می‌کشد.